# 和合乡 (石楼县)
和合乡，是中华人民共和国山西省吕梁市石楼县下辖的一个乡镇级行政单位。

## 行政区划
和合乡下辖以下地区：
任家庄村、土社村、新社村、和合村、铁头村、豆坪村、南陀崾村、张家山村、西山村、高山村、呼延山村、南割毡村和杨家沟村。